# Hargeisa
Hargeisa (en somalí: Hargeysa; en árabe: هرجيسا, romanizado: Harjīsā) es una ciudad en el noroeste de Somalia (oficialmente y de iure), capital de la autoproclamada República de Somalilandia, formada en 1991, y antigua capital colonial de la Somalilandia británica.

## Historia
Hargeisa fue fundada por el Sultanato de Isaac como punto de abastecimiento y comercio entre la costa y el interior. Inicialmente, sirvió como abrevadero para el vasto ganado del clan Isaac, que habitaba esa región, al que posteriormente se unieron otros clanes que actualmente habitan Hargeisa.
En 1960, el protectorado de Somalilandia se independizó del Reino Unido y, como estaba previsto, se unificó días después con el territorio de la antigua Somalia italiana para formar la República de Somalia el 1 de julio. 
La ciudad fue destruida un 90% durante el genocidio de los Isaaq, una campaña de violencia patrocinada por el Estado durante la guerra de independencia de Somalilandia.
La ciudad fue devastada por los bombardeos del ejército somalí en 1988, debido a las actividades de los rebeldes del norte de Somalia durante el comienzo de la Guerra Civil Somalí. Un monumento representado por un avión MiG conmemora este suceso.
Desde 1991, la ciudad ha sido reconstruida y se encuentra actualmente en mejores condiciones que antes de la guerra. El dinero recibido de emigrantes y parientes en el extranjero ha sido más importante para la reconstrucción que la ayuda de gobiernos extranjeros, un caso inusual en África por su baja dependencia en ayuda externa. 
En la actualidad Hargeisa tiene semáforos en funcionamiento y sus leyes de tránsito vehicular son respetadas, a diferencia de Mogadiscio, donde todos los semáforos se encuentran destruidos.

## Geografía
Hargeisa se localiza en un valle de la sección noroccidental del país. Se encuentra en una área montañosa, a aproximadamente 1260
metros sobre el nivel del mar. 

### Clima
Esta altitud le da a Hargeisa y sus alrededores un clima más templado que el de la zona costera del Golfo de Adén (una de las regiones más cálidas del planeta). La temperatura varía entre los 23 °C y 32 °C (74-89 grados Fahrenheit). Hargeisa también recibe cantidades mayores de precipitación, y la ciudad se encontraba rodeada por bosques, cuando era más pequeña.

## Demografía
Para principios del siglo XX, según algunas fuentes la población de Hargeisa se encuentra entre los 500.000 y los 800.000 habitantes. Otras sugieren que podría ya desde entonces rebasar el millón, debido a que no se ha realizado ningún tipo de censo en casi 30 años, y a la gran cantidad de posesionarios e indigentes en la ciudad. Al igual que en el resto del país ha habido un crecimiento considerable desde 1990, cuando la población era de solo 100.000 personas. Para el 2019, algunas fuentes señalan una población cercana a 1.200.000 habitantes.

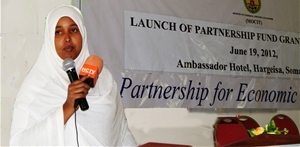
Qani Abdi Alin

## Economía
Hargeisa es sede de numerosas empresas que manejan las remesas provenientes del extranjero. Algunas familias enteras han regresado a la ciudad, residiendo en mansiones durante el verano. La ciudad ha visto un desarrollo considerable de este tipo en años recientes.

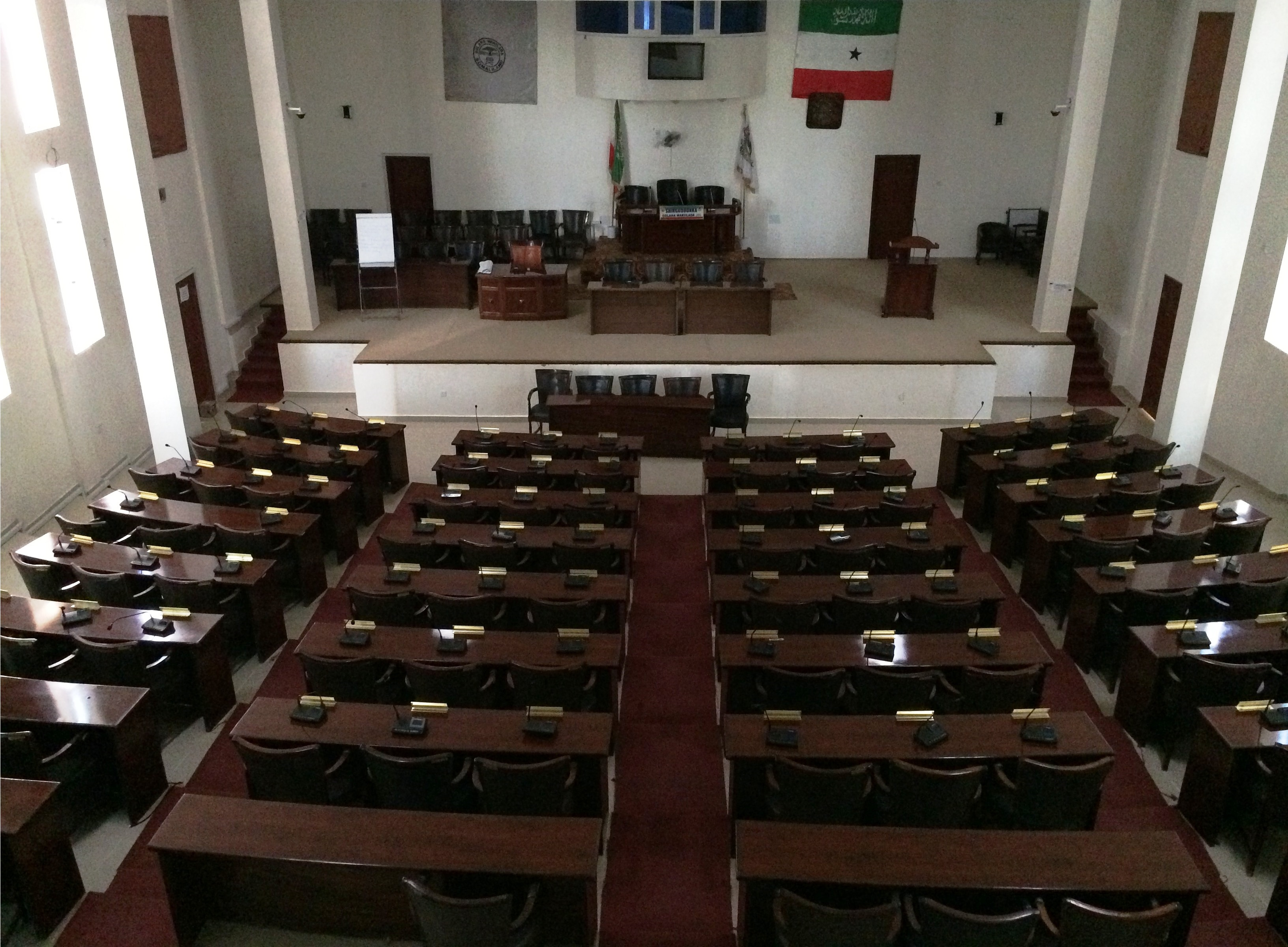
Parlamento de Somalilandia

## Transportes
La ciudad tiene un aeropuerto internacional, con vuelos a Yibuti entre otros destinos nacionales, tales como Burao y Erigavo.